# 부조종사

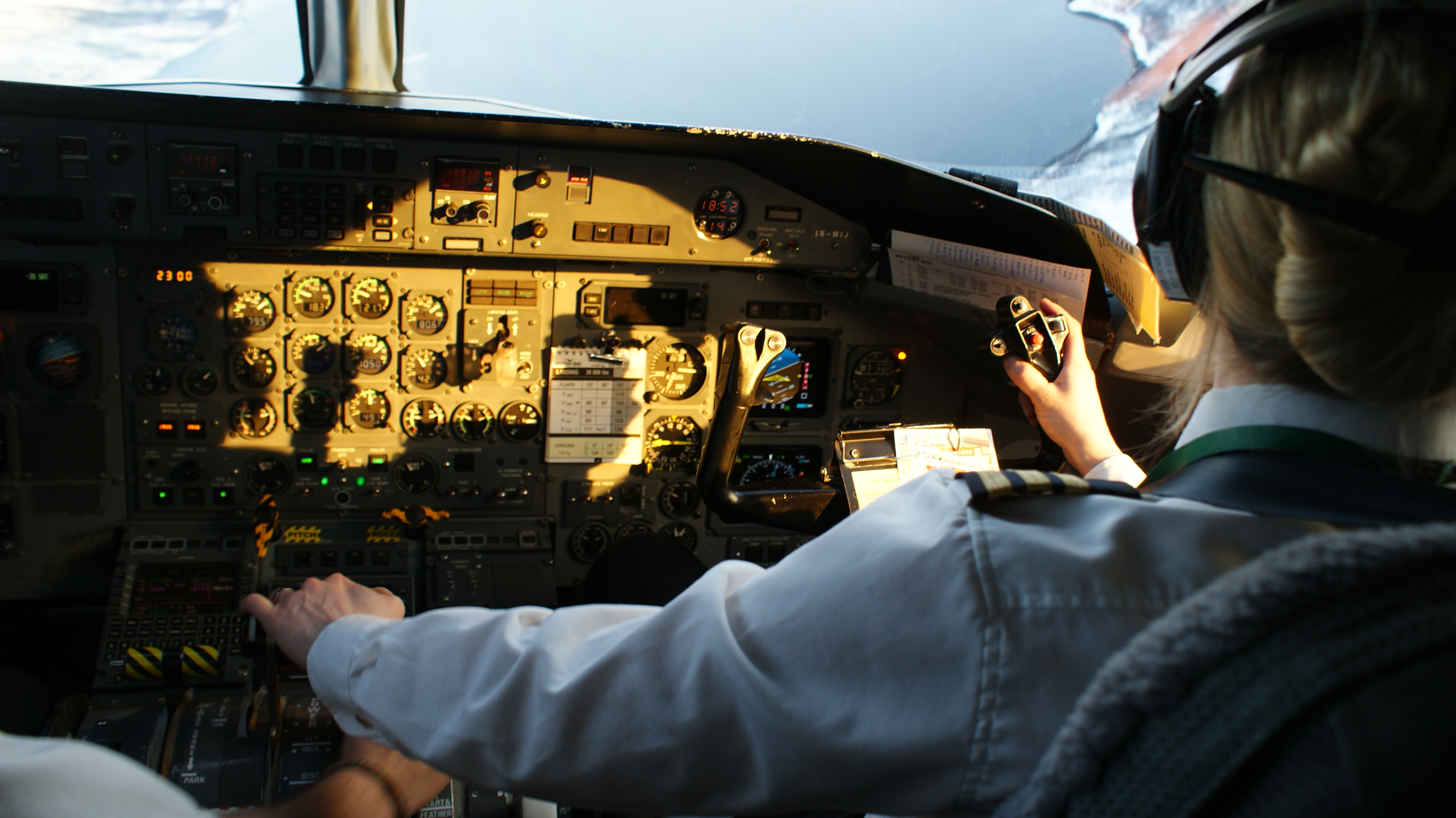
드 하빌랜드 캐나다 봄바디어 Q시리즈 여객기를 운항하는 부조종사

부조종사(副操縱士) 또는 부기장은 항공기 비행사 중의 최고 책임자 관리자인 기장의 보좌, 기장 업무 대행하는 비행사이다. 